# Премия Муз-ТВ 2004
2-я ежегодная национальная премия в области популярной музыки Муз-ТВ 2004 более известной как Премия Муз-ТВ, состоялось 4 июня 2004 года в Москве. Местом проведения, как и годом ранее, был выбран спорткомплекс «Олимпийский».

## Выступления
| Исполнитель                       | Песня                   |
| --------------------------------- | ----------------------- |
| София Ротару                      | «Небо — это я»          |
| Валерий Меладзе & ВИА Гра         | «Океан и три реки»      |
| Дискотека Авария                  | «Мегамикс»              |
| Дискотека Авария                  | «Песенка разбойников»   |
| Корни                             | «Ты узнаешь её»         |
| Кристина Орбакайте                | «Перелётная птица»      |
| Звери                             | «Всё, что касается»     |
| Леонид Агутин & Анжелика Варум    | «Я буду всегда с тобой» |
| Ирина Дубцова                     | «О нём»                 |
| Катя Лель                         | «Мой мармеладный»       |
| София Ротару                      | «Белый танец»           |
| Кипелов                           | «Я свободен»            |
| Валерия                           | «Часики»                |
| Юлия Савичева                     | «Прости за любовь»      |
| Hi-Fi                             | «Седьмой лепесток»      |
| Вячеслав Бутусов                  | «Песня идущего домой»   |
| Би-2 & Чайф                       | «Достучаться до небес»  |
| Леонид Агутин & Отпетые Мошенники | «Граница»               |
| Фабрика                           | «Лёлик»                 |
| Иванушки Int.                     | «Билетик в кино»        |
| Smash!!                           | «Freeway»               |
| Глюк’oZa                          | «Невеста»               |
| Верка Сердючка & Глюк’oZa         | «Жениха хотела»         |
| Верка Сердючка                    | «Чита-дрита»            |
| Верка Сердючка                    | «Всё будет хорошо»      |

## Вещание
Премию Муз-ТВ 2004, которая транслировалась в прямом эфире на канале Муз-ТВ 4 июня 2004 года, показали в сокращённом повторе на «Первом канале» через 10 дней — 14 июня 2004 года в прайм-тайм. В телепрограмме премия анонсировалась как «Телевизионная национальная премия в области популярной музыки-2004». Это был второй и на данный момент последний случай, когда премия была показана по центральному телеканалу.

## Номинации
Ниже представлен полный список победителей и номинантов премии. Победители отмечены галочкой.

### Лучшая песня
- «Небо» — Дискотека Авария
- «Граница» — Леонид Агутин и Отпетые Мошенники
- «Часики» — Валерия

### Лучший дуэт
- ВИА Гра и Валерий Меладзе — «Океан и три реки»
- Леонид Агутин и Отпетые Мошенники — «Граница»
- Верка Сердючка и ВИА Гра — «Я не поняла»

### Лучшая поп-группа
- ВИА Гра
- Дискотека Авария
- Smash!!

### Лучшая рок-группа
- Звери
- Би-2
- Ленинград

### Лучшее видео
- Дискотека Авария — «Небо»
- Леонид Агутин и Отпетые Мошенники — «Граница»
- Глюк’oZa — «Невеста»

### Лучшее концертное шоу
- Итоговые концерты «Фабрики Звёзд»
- «Новая волна» в Юрмале
- «Дискотека 80-х»

### Лучший альбом
- Верка Сердючка — «Ха-ра-шо!»
- Валерия — «Страна любви»
- Глюк’oZa — «Глюк’oZa-Nostra»

### Прорыв года
- Глюк’oZa
- Верка Сердючка
- Анастасия Стоцкая

### Лучший исполнитель
- Валерий Меладзе
- Леонид Агутин
- Вячеслав Бутусов

### Лучшая исполнительница
- Валерия
- Катя Лель
- Кристина Орбакайте

## Специальные призы
- За вклад в развитие популярной музыки: София Ротару
- За вклад в развитие рок-музыки: ЧайФ